# Дмитрів Ігор Федорович
Дми́трів І́гор Фе́дорович (* 9 жовтня 1983, Калуш, Івано-Франківська область, Українська РСР — † 20 лютого 2014, Київ, Україна) — учасник, захисник Євромайдану. Мав загострене відчуття справедливості та прагнув змінити країну на краще. Герой України.
Народився та жив у Калуші на північному заході Івано-Франківської області, центрі Калуського району. Закінчив ЗОШ № 10, Прикарпатський національний університет імені Василя Стефаника, а 2013 року — Національний університет «Одеська юридична академія».
Віднедавна переїхав до с. Копанки Калуського району, де самотужки звів будинок. Розлучений, дітей не мав. Незадовго до загибелі втратив батька, мати перебувала в Італії на заробітках.

## На Майдані
Вперше приїхав на Майдан на початку лютого. Після повернення зустрівся з членом Комітету опору диктатурі в Калуші Ігорем Очкуром.
Вдруге поїхав разом з друзями 18 лютого ввечері автобусом з Івано-Франківська, не попередивши нікого з рідних та близьких. Запізнювався на автобус, який вирушав до Києва, тому виїжджав з дому на таксі. Був весь час на передовій. Загинув одним з перших під час контратаки на вул. Інститутській від чотирьох вогнепальних поранень, які пошкодили легеню, нирку та аорту. 20 лютого близько 17:00 надійшла офіційна інформація з Київської міської клінічної лікарні № 17 про те, що Ігор помер.

## Вшанування пам'яті

Дошка у Чернівцях

22 лютого 2014 року в Калуші в ПК «Мінерал» до ранку 23 лютого проходила громадянська панахида за загиблим на Майдані Ігорем Дмитрівим. Вдень тіло Ігоря перевезли для прощання з Калуша до рідного дому в с. Копанки. 24 лютого в Калуші відбувся похорон.
25 лютого 2014 року Ігору Дмитріву було присвоєно звання «Почесний громадянин міста Калуш» (посмертно).
28 лютого 2014 року, на 9 день від загибелі, в церкві святого Архистратига Михаїла Калуського деканату УГКЦ відбулось вшанування пам'яті Ігоря Дмитріва.
17 квітня 2014 року у Калуші на будинку, де народився та виріс Ігор Дмитрів, відкрили меморіальну дошку.
21 листопада 2016 року на фасаді корпусу Чернівецького юридичного інституту Одеської національної юридичної академії встановили меморіальну дошку полеглому випускнику Ігорю Дмитріву.

### Нагороди
- 21 листопада 2014 присвоєно звання Герой України з удостоєнням ордена «Золота Зірка» (посмертно) — за громадянську мужність, патріотизм, героїчне відстоювання конституційних засад демократії, прав і свобод людини, самовіддане служіння Українському народу, виявлені під час Революції гідності[4].
- Медаль «За жертовність і любов до України» (УПЦ КП, червень 2015) (посмертно)[5]